# ند بلامی
ند بلامی (انگلیسی: Ned Bellamy؛ زادهٔ ۷ مهٔ ۱۹۵۷) یک بازیگر سینما، و هنرپیشه اهل ایالات متحده آمریکا است.
از فیلم‌های معروف او می‌توان به فیلم پسر روزنامه فروش، محصول یخی، جنگ، شرکت و کولاک، جابجایی اعضای خانواده و خون‌بها اشاره کرد.